# Марций Клавдий Агрипа
Марций Клавдий Агрипа (на латински: Marcius Claudius Agrippa) e политик и сенатор на Римската империя през началото на 3 век.
През 217 г. Агрипа е управител на трите провинции Дакия (Tres Daciae). През 218 г. e управител на провинция Долна Мизия.